# Бад-Шенборн
Бад-Шенборн (нім. Bad Schönborn) — громада в Німеччині, знаходиться в землі Баден-Вюртемберг. Підпорядковується адміністративному округу Карлсруе. Входить до складу району Карлсруе.
Площа — 24,09 км2. Населення становить 12 881 ос. (станом на 31 грудня 2020).